# Ульяновка (Минераловодский район)
Улья́новка (также Ульновка) — село в составе Минераловодского района (городского округа) Ставропольского края России.
Железнодорожная станция Суворовская на линии Минеральные Воды — Невинномысская.

## География
Расстояние до краевого центра: 112 км. Расстояние до районного центра: 23 км.

## История
Немецкая колония Ульяновская основана в 1898 году. До 1917 относилась к Канглынской волости Александровского (Пятигорского) уезда Ставропольской губернии; в советский период — к Минераловодскому району Орджоникидзевского края. Немецко-украинско-русское село.
До 2015 года село было административным центром упразднённого Ульяновского сельсовета.

## Население
| 1926 | 1989  | 2002  | 2010  | 2014  | 2021  |
| ---- | ----- | ----- | ----- | ----- | ----- |
| 280  | ↗1470 | ↗1853 | ↗1885 | ↗1900 | ↗1937 |

Национальный состав
В 1926 году из 280 жителей 155 немцы.
По данным переписи 2002 года, в национальной структуре населения русские составляли 62 %, греки — 26 %.

## Инфраструктура
- Дом культуры[13].

## Образование
- Детский сад № 21 «Солнышко»[14]. Открыт 20 мая 1989 года[15]
- Средняя общеобразовательная школа № 8[16].

## Русская православная церковь
- Храм святого великомученика и Победоносца Георгия. Освящён 21 октября 2004 года[источник не указан 3014 дней].

## Экономика
В селе Ульяновка реализуется проект создания крупнейшего в России агропромышленного парка «Ставрополье», имеющего стратегическое значение для Ставропольского края. Цель проекта — создание круглогодичного фермерского рынка, логистической зоны и производственного комплекса, предусматривающего хранение, переработку, расфасовку и продажу сельскохозяйственной продукции. К 2016 году введены в эксплуатацию овощехранилище, здание хранения и оптовой торговли. Планируется строительство плодоовощного комплекса, терминальных складов для различных видов товара и завода по глубокой переработке мяса. Общая площадь агропарка будет составлять 300 га. Полностью завершить строительство предполагается в 2020 году.

## Спорт
- 4 июля 2008 года — Второй открытый чемпионат по рыбной ловле среди силовых структур региона КМВ.

## Памятники
- Братская могила советских воинов, погибших при освобождении села от фашистских захватчиков. Январь 1943, 1949 года[19]